# Grand Isle (Vermont)
Pour les articles homonymes, voir Grand Isle.

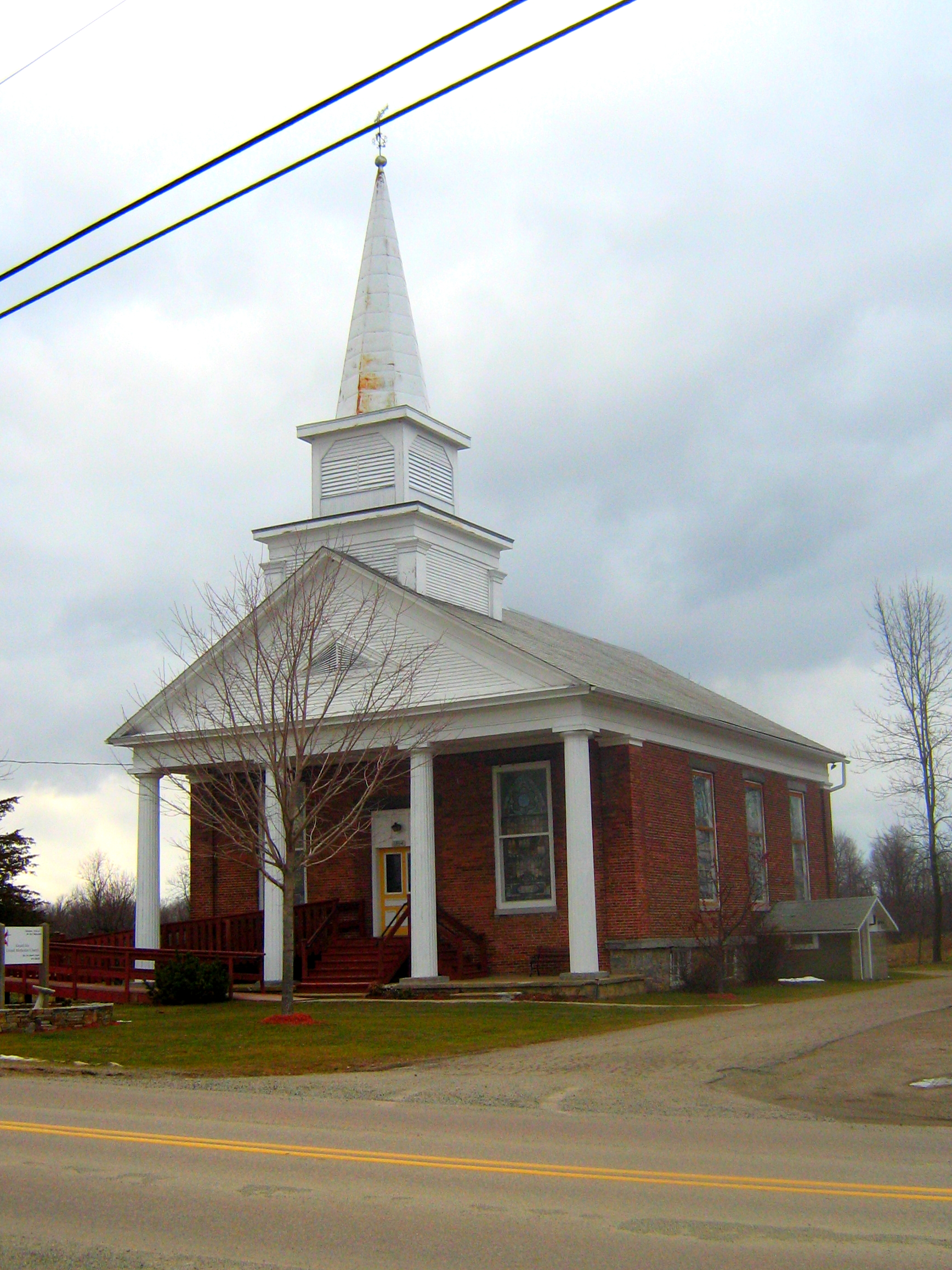
Église de Grand Isle

Grand Isle est une ville de l’État du Vermont. Elle est située sur l’île du même nom, dans le comté de Grand Isle. Au recensement de 2010, elle comptait 2 067 habitants.

## Géographie
La ville de Grand Isle occupe la partie nord de l’île de Grand Isle dans le lac Champlain, laissant la moitié sud à la ville de South Hero. Son territoire a une superficie totale de 91 km2, dont 42,8 km2 de terres émergées.